# Lista de bairros de Uberaba
Esta é uma lista de bairros e distritos de Uberaba.
- Abadia
- Alfredo Freire II
- Alfredo Freire III
- Amoroso Costa
- Antônia Cândida I
- Área Rural de Uberaba
- Beija-Flor
- Beija-Flor II
- Bela Vista
- Boa Vista
- Bom Retiro
- Capelinha do Barreiro
- Centro
- Chácaras Bouganville
- Chácaras das Orquideas
- Chácaras Mariitas
- Chácaras Minas Gerais
- Chácaras Morada do Verde
- Chácaras Quintas Del Rey
- Chácaras São Basílio
- Chácaras Vila Real
- Cidade Jardim
- Cidade Nova
- Cidade Ozanan
- COHAB Boa Vista
- Conjunto Alfredo Freire
- Conjunto Antônio Barbosa de Souza
- Conjunto Cássio Rezende
- Conjunto Chica Ferreira
- Conjunto Costa Telles I
- Conjunto Costa Telles II
- Conjunto Frei Eugênio
- Conjunto Guanabara
- Conjunto José Barbosa
- Conjunto José Vallim de Melo
- Conjunto Manoel Mendes
- Conjunto Margarida Rosa de Azevedo
- Conjunto Maringá I
- Conjunto Maringá II
- Conjunto Morada do Sol
- Conjunto Pontal
- Conjunto Sete Colinas
- Conjunto Treze de Maio
- Conjunto Uberaba
- Conjunto Umuarama
- Conquistinha
- Cyrela Landscape
- Damha Residencial Uberaba I
- Damha Residencial Uberaba II
- Deolinda Freire
- Deolinda Laura
- Distrito Industrial I
- Distrito Industrial II
- Distrito Industrial III
- Distrito Industrial IV
- Dom Eduardo
- Estados Unidos
- Estância dos Ipês
- Estrela da Vitória
- Europark
- Fabrício
- Flamboyant Residencial Park
- Gleba Déa Maria
- Gleba Santa Mônica
- Grande Horizonte
- Indianópolis
- Irmãos Soares
- Jardim Alexandre Campos
- Jardim Alvorada
- Jardim Amélia
- Jardim América
- Jardim Aquárius
- Jardim Belo Horizonte
- Jardim Bento de Assis Valim
- Jardim Brasília
- Jardim Califórnia
- Jardim Canadá
- Jardim Copacabana
- Jardim do Lago
- Jardim Eldorado
- Jardim Elza Amuí I
- Jardim Elza Amuí II
- Jardim Elza Amuí III
- Jardim Elza Amuí IV
- Jardim Espanha
- Jardim Espírito Santo
- Jardim Esplanada
- Jardim Imperador
- Jardim Induberaba
- Jardim Itália
- Jardim Itália II
- Jardim Maracanã
- Jardim Maria Alice
- Jardim Metrópole
- Jardim Nenê Gomes
- Jardim Primavera
- Jardim Santa Clara
- Jardim Santa Inez
- Jardim São Bento
- Jardim Terra Santa
- Jardim Triângulo
- Jardim Uberaba
- Jockey Park
- Josa Bernardino I
- Josa Bernardino II
- Leblon[3]
- Loteamento Craide
- Loteamento das Américas
- Loteamento das Gameleiras
- Loteamento Guilherme Borges
- Loteamento Jardim Santa Clara
- Loteamento Petrópolis
- Loteamento Residencial Cândida Borges
- Lourdes
- Mangueiras
- Manhattan
- Maria Alice
- Mercês
- Mônica Cristina
- Morada das Fontes
- Nossa Senhora da Abadia
- Novo Horizonte
- Núcleo Habitacional Silvério Cartafina
- Núcleo Residencial Tutunas
- Olinda
- Oneida Mendes
- Pacaembu
- Pacaembu II
- Parque Colibri
- Parque das Américas
- Parque das Gameleiras
- Parque das Laranjeiras
- Parque do Café
- Parque do Mirante
- Parque dos Buritis
- Parque dos Girassóis
- Parque dos Ipês
- Parque Exposição
- Parque Hiléia
- Parque São Geraldo
- Peirópolis
- Planalto
- Ponte Alta
- Portal Beija Flor
- Portal do Sol
- Princesa do Sertão
- Quinta Boa Esperança
- Recanto da Terra
- Recanto das Flores
- Recanto das Torres
- Recanto do Sol
- Recreio dos Bandeirantes
- Residencial 2000
- Residencial Alves Valim
- Residencial Anita
- Residencial Budeus
- Residencial Doutor Abel Reis
- Residencial Estados Unidos
- Residencial Jardim Anatê I
- Residencial Jardim Anatê II
- Residencial Mário de Almeida Franco
- Residencial Monte Castelo
- Residencial Morada Du Park
- Residencial Morumbi
- Residencial Nova Era
- Residencial Palmeiras
- Residencial Paulo Cury
- Residencial Presidente Tancredo Neves
- Residencial Rio de Janeiro
- Residencial Sebastião Rezende Braga
- Residencial Terra Nova
- Residencial Veneza
- Santa Fé
- Santa Maria
- Santa Marta
- Santa Rosa
- Santos Dumont
- São Benedito
- São José
- São Sebastião
- Seriema
- Serra do Sol
- Serra Dourada
- Tiago e Jéssica
- Tita Rezende
- Unidade de Planejamento e Gestão Urbana Portal
- Univerdecidade
- Universitário
- Vale do Sol
- Vila Alvorada
- Vila Arquelau
- Vila Boa Vista
- Vila Celeste
- Vila Ceres
- Vila Craide
- Vila Esperança
- Vila Frei Eugênio
- Vila Maria Helena
- Vila Militar
- Vila Nossa Senhora Aparecida
- Vila Olímpica
- Vila Presidente Vargas
- Vila São Cristóvão
- Vila São Cristóvão II
- Vila São José
- Vila São Vicente
- Villaggio Di Fiori
- Distrito de Baixa
- Distrito de Ponte Alta